# Cyrille II de Constantinople
Pour les articles homonymes, voir Cyrille II.
Cyrille II Contari ou Kontaris (en grec : Κύριλλος Β΄ Κονταρής) est un patriarche de Constantinople du XVIIe siècle, né à Bérée en Macédoine-Centrale, mort le 24 juin 1640.
Il fut patriarche de Constantinople trois fois en alternance avec Cyrille Loukaris :
1. du 4 octobre 1633 au 11 octobre 1633 lorsqu’il est remplacé par son prédécesseur ;
2. du 1er/10 mars 1635 à mi-juin 1636 lorsqu’il cède la place à Néophyte III ;
3. du 20 juin 1638 à fin juin 1639.

## Biographie
Cyrille est natif de Bérée. On l'appelait pour cela Cyrille de Bérée. Il est l’élève d'un moine grec, puis termine ses études chez les jésuites. Il devient évêque de Bérée, sa ville natale, et lorsqu’il arrive à Constantinople en 1618, il devient un interlocuteur privilégié de la hiérarchie catholique. Il postule au siège d'archevêque de Thessalonique, mais l'opposition du patriarche de Constantinople, Cyrille Loukaris, met fin à ses prétentions.
En 1630, Archange de Fosses, le supérieur des capucins de Constantinople, transmet une lettre de Cyrille II au roi Louis XIII. Il obtient ensuite en sa faveur du Saint-Siège une absolution Papale de « schisme et d’hérésie ». En 1633, Cyrille II est élu patriarche mais les ambassadeurs anglais et hollandais obtiennent sa déposition et le rétablissement de leur candidat, Cyrille Loukaris, au bout de huit jours.
Cyrille II participe alors activement à la déposition de ce dernier et revient sur le trône patriarcal en mars 1635, mais il est de nouveau déchu par le synode en 1636, exilé à Rhodes, et Cyrille Loukaris rétabli dans ses fonctions.
Après la mort de Cyrille Loukaris, ses intrigues lui permettent d'être élu une troisième fois patriarche. Il préside en 1638 le synode de Constantinople où il fait anathématiser son prédécesseur. Afin d’obtenir l’appui des puissances occidentales catholiques, il prononce une profession de foi catholique formelle le 15 décembre 1638. Il est néanmoins déposé fin juin 1639 et exilé à Tunis. Le 24 juin 1640, il est étranglé par ses gardes lorsqu’il refuse de se convertir à l’islam.
Son successeur, Parthenius, épargne la mémoire de Cyrille Loukaris mais condamne sa profession de foi dans un synode tenu en 1642,.